# Mszczonów
Mszczonów is een stad in het Poolse woiwodschap Mazovië, gelegen in de powiat Żyrardowski. De oppervlakte bedraagt 8,56 km², het inwonertal 6235 (2005).

## Verkeer en vervoer

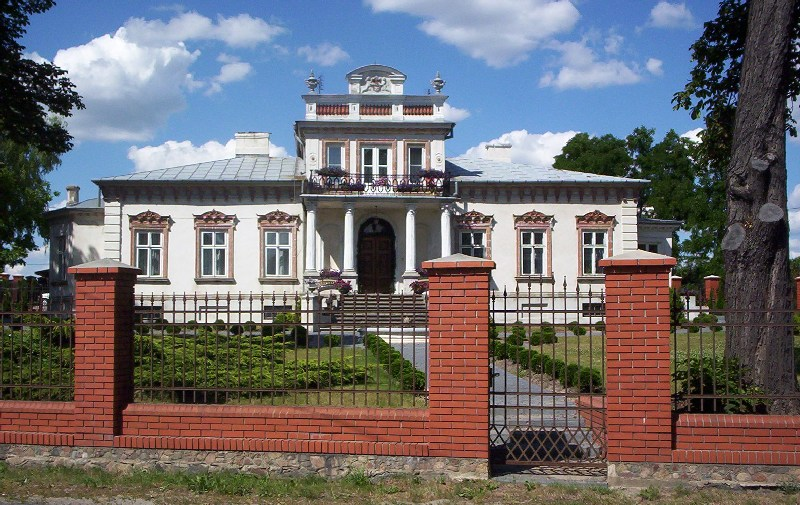

- Station Mszczonów